# 曹汝麟
曹汝麟（?—?），安徽省池州府青陽縣人，清朝政治人物、進士出身。
光緒二十一年（1895年），参加光緒乙未科殿試，登進士二甲6名。同年五月，改翰林院庶吉士。光緒二十四年四月，散館，授翰林院編修。